# Eutrachelophis steinbachi
Espèce
Synonymes
- Rhadinaea steinbachi Boulenger, 1905
- Liophis steinbachi (Boulenger, 1905)
- Erythrolamprus steinbachi (Boulenger, 1905)
- Aporophis melanocephalus Griffin, 1915

Eutrachelophis steinbachi  est une espèce de serpents de la famille des Dipsadidae.

## Répartition
Cette espèce est endémique du Sud-Est de la Bolivie.

## Description
L'holotype d'Eutrachelophis steinbachi mesure 540 mm dont 150 mm pour la queue. Cette espèce a la face dorsale grise. La partie antérieure de son corps présente une large bande vertébrale noire ou brun sombre ainsi qu'une bande latérale plus fine. Sa tête est tachée de blanc. Sa face ventrale est blanche.

## Étymologie
Son nom d'espèce lui a été donné en l'honneur de José Steinbach (1856–1929) qui a collecté les premiers spécimens.

## Publication originale
- Boulenger, 1905  : Descriptions of new snakes in the collection of the British Museum. Annals and Magazine of Natural History, sér. 7, vol. 15, p. 453-456 (texte intégral).